# Поклонение Святой Троице
«Поклонение святой Троице» или «Алтарь Ландауэра» (нем. Allerheiligenbild, Landauer Altar) картина Альбрехта Дюрера, выполненная в 1511 году. В настоящее время находится в венском Музее истории искусств.

## История создания
Алтарный образ был заказан богатым нюрнбергским купцом Маттиасом Ландауэром для часовни Всех Святых в доме Двенадцати братьев (нем. Zwölfbrüderhaus). Этот приют для престарелых ремесленников был создан Ландауэром, жители дома должны были ежедневно молиться о спасении души основателя и как вознаграждение получали кров, одежду и пищу. Сам Ландауэр также вошёл в число первых жителей дома Двенадцати братьев в 1510 году.
Алтарный образ был заказан в 1508 году, однако выполнен только через три года.

## Сюжет
У алтаря отсутствуют традиционные в конце XV — начале XVI веков в Германии створки (боковые крылья), он был вставлен в богатую резную раму (или портал, также разработанный Дюрером): в верхней части обрамления представлена сцена Страшного Суда, внизу — гербы донатора. Рисунок 1508 года показывает, что портал с самого начала был частью алтарного образа. Цвет портала, выполненного неизвестным нюрнбергским резчиком, был, вероятно, специально подобран к картине. Дюрер разработал его в ренессансном стиле с объёмными колоннами, поддерживающими фронтон арки. Капелла в Доме Двенадцати братьев — самый ранний пример деятельности Дюрера в качестве художника-декоратора. Алтарная картина, резной портал и оформление окон капеллы составляли единый по замыслу комплекс.
Алтарь отображает видение Града Божьего (лат. De Civitate Dei) после Страшного Суда, согласно описанию Августина в трактате «О граде Божьем». Художник соединил все достижения немецкой и итальянской живописи в изображении сонма святых, окружающих Троицу и возглавляемых Девой Марией и Иоанном Крестителем. Центральная ось композиции — распятие, поддерживаемое Богом-Отцом, надо всем в виде голубя парит Святой Дух. Среди святых и героев Ветхого Завета художник поместил портреты реальных людей. Старик в тёмном плаще, преклонивший колени в молитве, — Матиас Ландауэр. За множество представленных в «Поклонении Святой Троице» человеческих типов это произведение Дюрера было названо «шекспировской галереей».
Нижняя часть композиции представляет вид озера среди холмов, вероятно Дюрер был вдохновлён пейзажами Альбрехта Альтдорфера и Иоахима Патинира. Возможно, что это озеро Гарда, которым художник восхищался во время своей поездки в Венецию.
Справа внизу Дюрер изобразил себя у картуша с латинской надписью Albertus Durer Noricus faciebat anno a Virginis partu 1511 (Альбрехт Дюрер из Нюрнберга создал это в 1511 году после рождения Девы). В биографии Дюрера Иоганн Конрад Эберлайн отмечает: «Появление художника, как земного свидетеля разворачивающихся событий, способствует объективации многопланового визионерского содержания произведения».

## Дальнейшая судьба картины
В 1585 году, когда Рудольф II приобрёл картину Дюрера, рама алтаря осталась в Нюрнберге, в настоящее время она находится в Германском национальном музее. В Вене алтарный образ экспонируется в современной раме оригинального обрамления.